# Lastivți, Bohorodceanî
Lastivți (în ucraineană Ластівці) este un sat în comuna Starunea din raionul Bohorodceanî, regiunea Ivano-Frankivsk, Ucraina.

## Demografie
Componența lingvistică a localității Lastivți
     Ucraineană (99,92%)
     Alte limbi (0,08%)
Conform recensământului din 2001, majoritatea populației localității Lastivți era vorbitoare de ucraineană (99,92%), existând în minoritate și vorbitori de alte limbi.